# 루나: 이터널 블루
《루나: 이터널 블루》는 게임 아츠와 스튜디오 알렉스가 제작한 1994년 롤플레잉 비디오 게임이다. 《루나》 시리즈 두 번째 작품으로 메가 CD로 처음 개발돼 일본서 1994년 12월 출시됐다.
전작 《루나: 더 실버 스타》로부터 천 년 이후의 세계가 무대로, 어린 소년 히로와 블루 스타로부터의 방문자 루시아가 모험을 떠나 새로운 악을 멈추는 이야기를 그렸다. 전작의 게임플레이와 이야기를 확장했으며 애니메이션을 포함한 그래픽을 강화했다.
1998년에 리메이크 《루나 2: 이터널 블루 컴플리트》가 세가 새턴으로 출시됐으며 1999년에 플레이스테이션으로 이식됐다.

## 반응
《루나: 이터널 블루》는 일본에서 엔화 9,990엔에 판매됐다.

## 참조

### 내용주
1. ↑  영어: Lunar: Eternal Blue, 일본어: ルナ エターナルブルー
2. ↑  영어: Lunar 2: Eternal Blue Complete

### 참조주
1. 1 2  “Lunar: Eternal Blue for Sega CD”. 《GameRankings》. 2016년 3월 3일에 원본 문서에서 보존된 문서. 2008년 7월 1일에 확인함.
2. ↑  Andrew Baran; Daniel Carpenter; Al Manuel (October 1995). “Lunar: Eternal Blue review”. 《Electronic Gaming Monthly》. 75호 (San Francisco, California: Ziff Davis Media). 33쪽. 2004년 11월 26일에 원본 문서에서 보존된 문서.
3. ↑  Paul Anderson, Andy McNamara; Andrew Reiner (August 1995). “Lunar: Eternal Blue review”. 《Game Informer》. 48호 (GameStop Corporation). 2004년 11월 26일에 원본 문서에서 보존된 문서.
4. ↑  Nick Rox; E. Storm; Tahaki (October 1995). “Lunar: Eternal Blue review”. 《GameFan》 (DieHard Gamers Club) (36). 2004년 11월 26일에 원본 문서에서 보존된 문서.
5. ↑  “Lunar: Eternal Blue review”. 《Next Generation》 (Imagine Media) (10). October 1995. 2004년 11월 26일에 원본 문서에서 보존된 문서.
6. ↑  “Lunar: Eternal Blue review”. 《Game Players》 (Imagine Media) (77). October 1995. 2004년 11월 26일에 원본 문서에서 보존된 문서.
7. ↑  Pettus, Sam (2004). “Sega CD: A Console too Soon”. Sega-16. 2010년 1월 14일에 원본 문서에서 보존된 문서. 2009년 12월 17일에 확인함.
8. ↑  Working Designs (1995). 《Lunar: The Silver Star instruction manual》. Working Designs. 37쪽. T-127045.